# Ulam-spirál
Az Ulam-spirál vagy prím-spirál a számelméletben a prímszámok egy spirális elrendezése, ami egy máig megmagyarázatlan mintát mutat. Nevét felfedezőjéről, Stanisław Ulam lengyel matematikusról kapta, aki 1963-ban egy értekezleten unalmában rajzolta fel a spirált.
Ulam egy négyzetrács mentén, spirálvonalban haladva felrajzolta az első 50 pozitív egész számot:
Ezután kihúzta azokat, amelyek nem prímek, és a következő ábrát kapta:

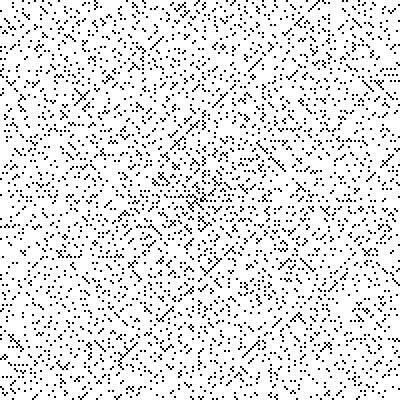
200 × 200-as Ulam-spirál

Meglepetésére a prímek többnyire átlók mentén helyezkedtek el. A jelenség nagyobb léptékben is megfigyelhető, például az oldalsó ábrán látható 200 × 200-as spirálban, ahol a prímeket fekete pontok jelzik.
Mivel a páros számok a 2-t kivéve mind összetettek, és a spirálban a sakktábla sötét kockáihoz hasonló mintában helyezkednek el, az önmagában nem meglepő, hogy a prímszámok egy átlós rácsot alkotnak, az viszont igen, hogy ezen rács egyes vonalain sokkal gyakrabban fordulnak elő, mint másokon. Ez akkor is igaz lesz, ha a számokat nem egytől kezdve írjuk fel. Képletben megfogalmazva, sok olyan b és c konstans van, amire az {\displaystyle f(n)=4n^{2}+bn+c} függvény sűrűn ad helyettesítési értékként prímeket. A jelenség oka máig ismeretlen.
Elég messziről nézve az ábrát függőleges és vízszintes vonalak is kirajzolódnak.
A Leonhard Euler által talált {\displaystyle n^{2}+n+17} kifejezés minden 0 és 15 közötti értékre prímszámot ad. Ezek a prímek: 17, 19, 23, 29, 37, 47, 59, 73, 89, 107, 127, 149, 173, 199, 227 és 257 megjelennek az Ulam-spirál főátlóján. Euler később egy másik képletet is talált {\displaystyle (n^{2}+n+41)}, ami 0 és 40 közötti helyettesítési értékekre prímet ad. Ez egy másik átló, ami mentén különösen sok a prím: 10 millióig a helyettesítési értékek 47,5%-a prímet ad. Ulam további képleteket is talált, amik majdnem ilyen jók.

## A Hardy–Littlewood-féle F-sejtés
Egy 1923-ban megjelent cikkükben Hardy és Littlewood a Goldbach-sejtésen kívül még más sejtésekkel is foglalkoztak. Ezek között vannak olyanok is, amelyek megmagyaráznák az Ulam-spirált, ha bebizonyosodnának. Az F-sejtés a Bateman–Horn-sejtés speciális esete, ami aszimptotikus képletet ad az ax2+bx+c alakú prímekre. A vízszintessel és függőlegessel 45 fokos szöget bezáró sugárirányú egyeneseken levő számok a 4x2+bx+c alakú polinomok helyettesítési értékeinek felelnek meg, ahol b páros. Az F-sejtés szerint a prímek sűrűsége érzékeny a diszkriminánsra, b2-16c-re.
Az F-sejtés így szól:
Legyen az ax2+bx+c egész együtthatós polinomban a pozitív. Ekkor, ha a polinom együtthatóinak legnagyobb közös osztója nagyobb, mint egy, vagy a diszkriminánsa teljes négyzet, akkor a polinom felbontható, így összetett számokat ad, ha x természetes szám.
Sőt, ha az ax2+bx+c polinomban a+b, és c is páros, akkor természetes számokat helyettesítve csak páros helyettesítési értékek adódnak, amik a 2 kivételével összetettek.
Hardy és Littlewood szerint ezektől az esetektől eltekintve a polinom végtelen sok x-re ad prímet helyettesítési értékként, ha x végigfutja a természetes számokat.
Az F-sejtés a Bunyakovszkij-sejtés speciális esete, és mint ilyen, máig megoldatlan. Jelölje P(n) ax2+bx+c polinom által helyettesítési értékként kapható n-nél kisebb prímek számát! Ekkor Hardy és Littlewood szerint
{\displaystyle P(n)\sim A{\frac {1}{\sqrt {a}}}{\frac {\sqrt {n}}{\log n}}}
ahol A csak a-tól, b-től, és c-től függhet, de n-től nem. A prímszámelmélet szerint, ha ez a képlet 1 körüli értékeket ad, akkor a prímek eloszlása a másodfokú polinom helyettesítési értékeiként véletlenszerűnek tekinthető. De, ha ez a szám 1-nél nagyobb, vagy kisebb, akkor a ax2+bx+c polinomok sok, vagy kevés prímet ad. A 4x2-2x+41 polinom nagyon gazdag prímekben, ami az Ulam-spirálon is látható. Ez a polinom megkapható az Euler által talált x2-x+41 prímgeneráló polinomból az x=-2x+1 helyettesítéssel. A képlet erre a polinomra 6,6-et ad, vagyis ennyiszer több prímet ad, mint amennyi véletlenszerűen lenne.
Hardy és Littlewood képlete A-ra:
{\displaystyle A=\varepsilon \prod _{p}\left({\frac {p}{p-1}}\right)\prod _{\tilde {\omega }}\left(1-{\frac {1}{{\tilde {\omega }}-1}}\left({\frac {\Delta }{\tilde {\omega }}}\right)\right).}
Az első tényezőben p a és b közös prímtényezője; a második szorzatban {\displaystyle {\tilde {\omega }}} egy a-hoz relatív prím prím. ε=0, ha a+b páros, és ε=1, ha az összeg páratlan. {\displaystyle \left({\frac {\Delta }{\tilde {\omega }}}\right)} Legendre-szimbólum.
Jacobson és Williams talált egy másodfokú polinomot, amire A ≈ 11,3. Eddig ez a legnagyobb ismert érték.
Jacobson and Williams.

## Lásd még
- Sacks-spirál

## Külső hivatkozások
- Le Village Premier – az Ulam-spirál első százezer elemét vizsgáló Java applet
- Prime numbers in PostScript Archiválva 2007. szeptember 10-i dátummal a Wayback Machine-ben – PostScript program az Ulam-spirál elemeinek megjelenítésére
- Java applet forráskóddal
- http://www.abarim-publications.com/artctulam.html
- http://www.numberspiral.com/